# Tèricles
Tèricles (en grec antic: Θηρικλῆς, llatí: Thēriclēs) fou un artista terrissaire de l'antiga Grècia nadiu de Corint d'època incerta.
Va tenir molta popularitat arreu de Grècia i els objectes que fabricava es coneixien amb el nom de tericlees (Θηρίκλεια). Aquest nom s'aplicava a tota mena d'objectes, no només de terrissa sinó també de fusta, vidre, or i plata. Ateneu de Nàucratis cita diversos poetes còmics atenencs que parlen de les «obres Tericleanes». Welcker pensa que no es tracta d'una persona real sinó d'un estil de treball, i que el nom dels gerros és descriptiu, derivat de quan a la decoració d'aquests objectes hi figuraven animals (grec antic: θήρια). Pel contrari, Richard Bentley el considera una persona real, contemporani d'Aristòfanes.